# بخش لیبرتی، شهرستان ترامپول، اوهایو
بخش لیبرتی (به انگلیسی: Liberty Township) یک منطقهٔ مسکونی در ایالات متحده آمریکا است که در شهرستان ترامبل، اوهایو واقع شده است. بخش لیبرتی ۵۹٫۹ کیلومتر مربع مساحت و ۲۱٬۹۸۲ نفر جمعیت دارد و ۳۱۴ متر بالاتر از سطح دریا واقع شده است.